# Samoklęski (województwo lubelskie)
Samoklęski – wieś w Polsce położona w województwie lubelskim, w powiecie lubartowskim, w gminie Kamionka. Miejscowość leży przy drodze wojewódzkiej nr 809.
Do 1954 roku istniała gmina Samoklęski. W latach 1975–1998 miejscowość położona była w województwie lubelskim.
Wieś stanowi sołectwo gminy Kamionka. Według Narodowego Spisu Powszechnego (III 2011 r.) wieś liczyła 671 mieszkańców.
Znajduje się tam również Szkoła Podstawowa im. Orła Białego, dawniej im. Partyzantów Armii Ludowej. 

## Części wsi
| SIMC    | Nazwa      | Rodzaj    |
| ------- | ---------- | --------- |
| 1020252 | Borek      | część wsi |
| 1020275 | Folwark    | część wsi |
| 1020335 | Łucjanówka | część wsi |
| 1020370 | Ożarów     | część wsi |

## Historia
Pierwotna nazwa tej wsi brzmiała „Sowoklanski”, tak ją zapisano w 1415 r. Dalsze zapisy z XV wieku jak podaje Stanisław Kuraś. W 1529 r. w parafii Rudno były „Sowokląsky” (odnotowane w Liber Retaxationum 439), w 1531 r. „Sobokląski”, w 1565 r. „Szeboklieski” i „Szouoklesky”, w 1626 r. „Sowoklięski“.
Wieś położona w powiecie lubelskim  województwa lubelskiego wchodziła w 1662 roku w skład majętności końskowolskiej Łukasza Opalińskiego.
Między rokiem 1668 a 1673 nastąpiła zmiana nazwy: w pierwszym zapisie są jeszcze „Sowoklęski”, zaś w drugim już Samoklęski. Wersja ta utrwaliła się, tak też opisano wieś i dobra w Słowniku geograficznym Królestwa Polskiego z roku 1889.
Między 4 a 7 sierpnia 1915 roku na terenach obecnej gminy Kamionka, a w szczególności w pobliżu Samoklęsk toczyły się walki Legionów Polskich z wojskami rosyjskimi. W bitwie poległo 22 legionistów. 6 października 2015 roku odsłonięto w miejscowości obelisk upamiętniający poległych legionistów. Powstał on w miejsce usypanego w XX-leciu międzywojennym kopca, usuniętego w latach 60. XX w. na polecenie władz komunistycznych.